# أبطوجة
قرية أبطوجة هي إحدى القرى التابعة لمركز بني مزار بمحافظة المنيا في جمهورية مصر العربية. حسب إحصاءات سنة 2006، بلغ إجمالي السكان في قرية أبطوجة 6510 نسمة، منهم 3298 رجلا و3212 امرأة.

## وصلات خارجية
- موقع الكنيسة القبطية بالنمسا
- كتاب اوكسيرنخوس